# Клинаста скривалица
Клинаста скривалица (лат. Brintesia circe) врста је лептира из породице Nymphalidае.

## Опис врсте
Готово црна боја, бели клин са доње и јасни бели појасеви са горње стране крила карактеристични су за ову врсту.

## Распрострањење и станиште
Често се виђа на кошеним ливадама и другим обрадивим површинама, на сувим ливадама, покрај жбуња. Насељава јужну и централну Европу, где је честа врста.

## Биљке хранитељке
Вијук (Festuca ovina) и друге trave.